# Akpi

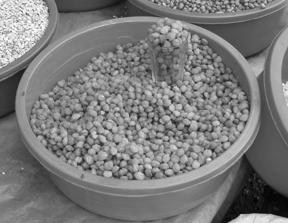
Akpi en vente en Afrique centrale.

L'akpi est une amande issue d'un arbre fruitier de la forêt tropicale, le djansang, taxon Ricinodendron heudoletii ou Ricinodendron africanum (Bail.) Pierre ex Pax (Euphorbiaceae).
L'akpi est utilisée comme exhausteur de goût dans la cuisine africaine des peuples forestiers telle que la cuisine ivoirienne. Dans cette même cuisine il existe la sauce akpi cuisinée par le peuple Dida.
D'après une étude scientifique, ses constituants essentiels sont : 
| Matière sèche     | 92 %    |
| Protéines         | 24 %    |
| Matières grasses  | 48,7 %  |
| Sucres            | 0,084 % |
| Amidon            | 0,42 %  |
| Cellulose         | 2,4 %   |
| Éléments minéraux |         |
| Calcium           | 0,33 %  |
| Magnésium         | 0,2 %   |
| Chlore            | 0,033 % |
| Phosphore         | 1,7 %   |
| Potassium         | 0,8 %   |

Ainsi, les amandes de Ricinodendron heudelotii sont relativement riches en protéines, matières grasses, en phosphore et en potassium.
L'équipe du Dr Diahou Bertin Nguessan a isolé, à partir de l'huile de son amande, une molécule réputée induire l'ovulation chez les femmes.